# Шкала Брікса
Шкала Брікса — відносна шкала, яка вказує на щільність сахарози, розчиненої у виноградному соці. Один градус Брікса (°Вгіх) відповідає одному граму цукру в 100 грамах вина чи соку. Для його вимірювання використовують рефрактометр або гідрометр.
Вміст цукру є одним з критеріїв стиглості винограду, який збирають, коли рівень цукру досягає 20-25°Вгіх. Використовується для визначення потенційного рівня алкоголю у вині. Міцність напою становить близько 55-64 % від значення Брікса. Наприклад у сухому вині 27°Вгіх відповідає 14,9-17,3 % об.